# Igualada
Igualada es un municipio y localidad española de la provincia de Barcelona, en la comunidad autónoma de Cataluña. Capital de la comarca de Noya, tiene una población de 41 466 habitantes (INE 2024). Sus principales actividades son la industria textil, papelera y de confección de pieles.

## Geografía
Integrado en la comarca de la Noya, de la que ejerce de capital, se sitúa a 57 km de la capital catalana. El término municipal está atravesado por la Autovía del Nordeste A-2 en el pK 551, además de por la antigua carretera N-II, por las carreteras autonómicas C-241c, que permite la comunicación con San Martín de Tous y Santa Coloma de Queralt y la C-37, que une Manresa con Valls, y por la carretera local BV-1031 que conecta con Prats del Rey, pasando por la Sierra de Rubió
Una de las vías más importantes es la que conecta con el Garraf, la C-15,que se espera que sea formato autovía desde esta misma localidad hasta Capellades que junto con la C-37 forman el Eje Diagonal. En el sur, formando parte de la C-37, tenemos la denominada Ronda Sud, de actualmente 6 km todo y que esta previsto que se amplíe en 2022. 
Esta previsto que se haga una conexión con Igualada en el barrio del Rec.
El relieve del municipio está caracterizado por el valle del río Noya, junto al cual se desarrolla la ciudad. La altitud oscila entre los 448 m al norte y los 289 m a orillas del río. El centro de la ciudad se alza a 318,8 m sobre el nivel del mar.
| Noroeste: Ódena                      | Norte: Ódena                    | Noreste: Ódena             |
| Oeste: Jorba                         |                                 | Este: Ódena                |
| Suroeste: Santa Margarita de Montbuy | Sur: Santa Margarita de Montbuy | Sureste: Vilanova del Camí |

### Comunicaciones
Actualmente, la vía más común para llegar a Igualada es la autovía A-2, a su paso entre Lérida y Barcelona. Existen otras carreteras importantes que pasan por Igualada, como la antigua N-II, la antigua comarcal C-241 (ahora convertida a C-37 hacia Manresa y que sigue denominándose C-241 hacia Montblanch), la antigua comarcal C-244 (ahora denominada C-15) y la comarcal C-1412 que une Igualada con Tremp pasando por Calaf y Ponts.
Igualada es la estación término de la línea R6 y R60 de la línea Llobregat-Noya de Ferrocarriles de la Generalidad de Cataluña.
Véase Anexo:Carreteras comarcales de España

## Historia
Inicialmente pequeño núcleo de población reseñado en 1003, en el que se hace referencia a una iglesia dedicada a Santa María, relacionada con el monasterio de Sant Cugat. Igualada quedó circunscrita entre los límites del dominio feudal de Ódena y los señoríos de Montbui y Claramunt, atravesada por el antiguo camino de Barcelona a Lérida.

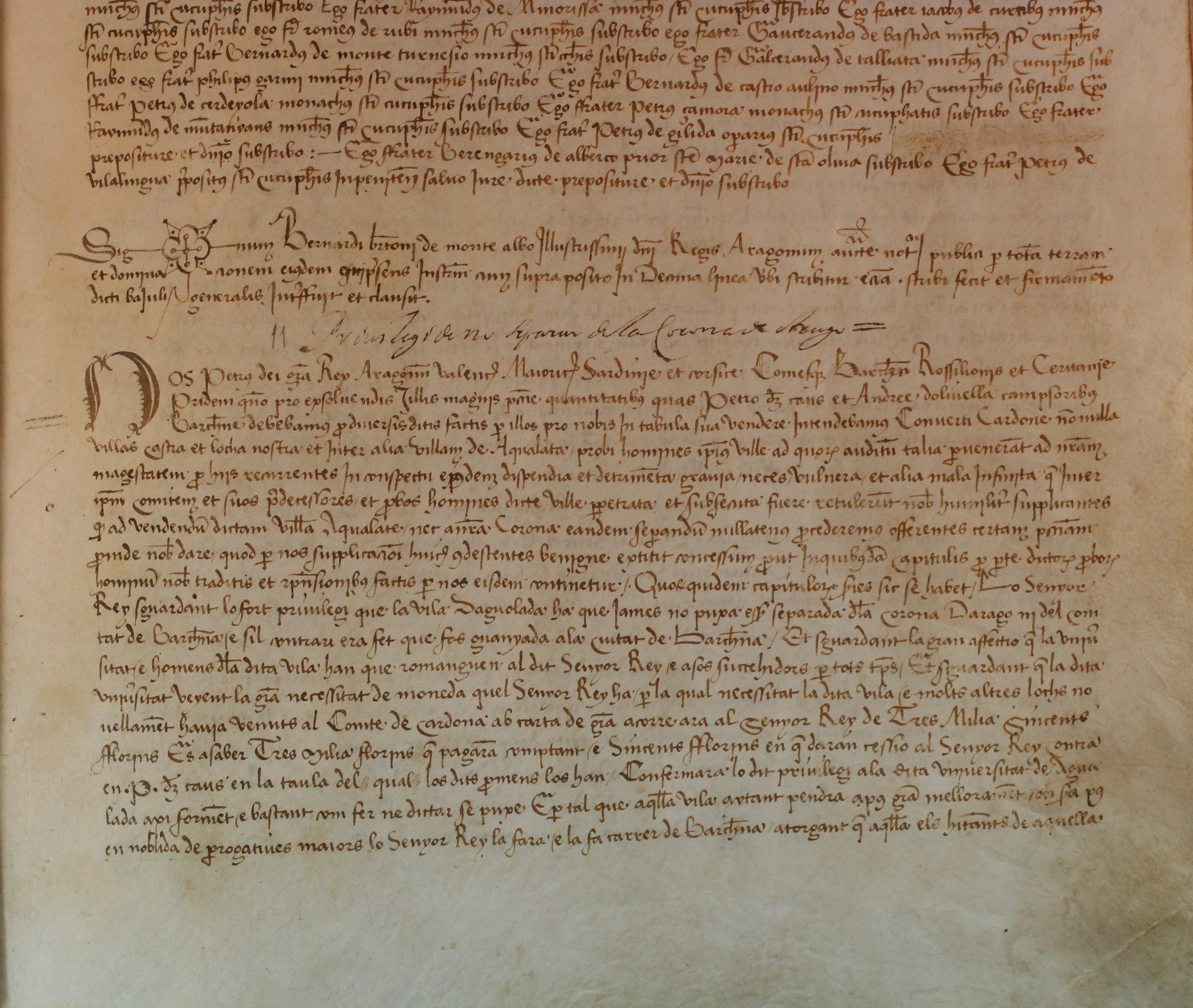
Libro de privilegios de la villa de Igualada

Las primeras murallas que se conocen datan, probablemente, del siglo XII, que se ampliaron en el siglo XIV con la intención de incluir las construcciones del sol poniente, el Raval de Capdevila. Una tercera expansión de las murallas se llevó a cabo en el siglo XV, con 36 torres y 10 puertas. Estas murallas permanecieron hasta el siglo XVIII.
Hacia finales del siglo XVIII se edifican los barrios de San Agustín y el de la Soledad (fuera de las murallas). Y en este mismo siglo se construyen las nuevas curtidurías.
En 1925, Igualada amplía su término municipal comprando los terrenos a Ódena, lo que le permitió una expansión posterior. La inmigración peninsular, durante el franquismo, provocó la creación de nuevos barrios obreros como el de Fátima, Santo Cristo y Montserrat.
En 1984 se aprobó el Plan Especial de Mejora Urbana Les Comes, que propició un área residencial en la zona norte de la ciudad, aprobándose, en 1988, su ampliación. En los últimos años la ciudad también ha crecido en dirección oeste con la construcción de las urbanizaciones residenciales de Sant Jaume Sesoliveres y el Pla de la Massa.
El 7 de noviembre de 2004 tuvo lugar en Igualada la primera ceremonia de acogimiento civil o bautizo civil de España.

## Demografía
Igualada cuenta con una población de 41 466 habitantes (INE 2024).
| Gráfica de evolución demográfica de Igualada entre 1842 y 2021                                                        |
| |
| Población de derecho según los censos de población del INE. Población de hecho según los censos de población del INE. |

## Monumentos y lugares de interés

### Núcleo antiguo

#### Basílica de Santa María
La basílica de Santa María, conocida también como Iglesia Grande, es el conjunto histórico-artístico más importante de la capital del Noya. El edificio actual data, básicamente, del siglo XVII. Los elementos que configuran la iglesia son el resultado de las diferentes etapas de construcción y, por tanto, responden a diversos estilos arquitectónicos. La planta de Santa María es de una sola nave y está flanqueada, en ambos lados, por doce capillas. El campanario fue construido en el siglo XVI.
Notable órgano de 1759 construido por Antoni Bosca y restaurado en 1914 por Miquel Bertran sobrevivió a la guerra civil siendo el único elemento de la iglesia que no fue destruido. Cada año se celebra el festival internacional de órgano de Igualada. También actualmente en él se imparten clases, siendo una de las pocas localidades catalanas donde se imparten estudios de órgano.

#### Asilo del Santo Cristo
El asilo del Santo Cristo está situado en el Pla de San Agustín, una de las áreas de expansión urbana, situada al oeste del núcleo antiguo de Igualada. Ocupa una manzana entera, entre las calles de Milà i Fontanals, Prat de la Riba y Sor Rita Mercader.

#### Museo de la Piel de Igualada y Comarcal de la Noya
El Museo de la Piel de Igualada y Comarcal de la Noya fundado en el año 1954 es el primero en su especialidad de la península ibérica y uno de los tres primeros existentes en Europa. Las colecciones están repartidas en dos edificios de Igualada: la fábrica de "Cal Boyer" y la antigua curtiduría de "Cal Granotes". Desde el año 1996 es una sección del Museo de la Ciencia y de la Técnica de Cataluña. El museo fue creado por el Centro de Estudios Comarcales de Igualada, entidad fundada en el año 1947.

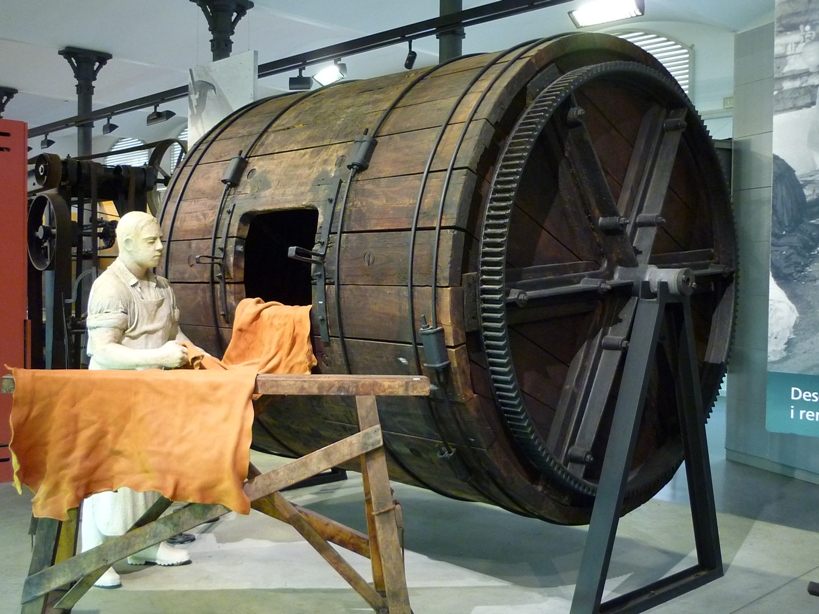
Bombo para curtido de pieles, Museo de la Piel de Igualada

"Cal Boyer" es una antigua fábrica textil algodonera de finales del siglo XIX. Conserva dos naves y una chimenea, con columnas de hierro colado en la planta baja y celosías de madera en la superior. En este edificio se puede visitar el Museo de la Piel, donde dos ámbitos configuran un recorrido por el mundo del cuero: la piel en la historia, la producción, el uso y significado cultural de la piel en la civilización mediterránea, y un universo de piel que nos acerca a la diversidad de sus usos. También se puede visitar la sección El hombre y el agua que da una visión de diferentes aspectos del mundo del agua relacionados con nuestra sociedad.
"Cal Granotes" es una de las curtidurías más antiguas de Europa. Fue construida en el siglo XVIII y conserva las dos plantas típicas de una curtiduría: la ribera y la planta superior para tender. Actualmente muestra el antiguo sistema de curtir vegetalmente las pieles usado antes de la industrialización.

### La nueva Igualada

#### Paseo Verdaguer
Con una longitud de unos 1,5 km puede presumir de ser el paseo recto más largo de España. Este paseo, formado por una calzada central para los peatones, es de estilo clásico, flanqueado por una línea de árboles (plátanos) a cada lado, que forman un hermoso "túnel". Esta es la principal arteria de la ciudad, además de ser el lugar de paseo de la inmensa parte de la ciudadanía. A lo largo del paseo podemos encontrar distintas casas y torres con elementos modernistas de principios de siglo XX.

#### Cementerio Nuevo y Parque del Cementerio Nuevo
Obra de los arquitectos Enric Miralles y Carme Pinós, el majestuoso parque-cementerio de Igualada es una obra de arte enclavada en la profundidad de la montaña. Así se lo reconocieron, mediante varios premios de arquitectura. El arquitecto Miralles murió en el año 2000, y por expreso deseo suyo, fue enterrado en este cementerio. Los nichos inclinados, los túneles de hormigón, las piedras y la hierba de la montaña, junto a bancos, escaleras y árboles forman un conjunto espectacular para un lugar en el que se respira paz y tranquilidad.

#### Museo Railhome BCN
El museo Railhome BCN es un centro de ocio y cultura ferroviaria combinadas en un espacio de más de 500 m² que nace en 2014 con el reto de ser un referente en modelismo ferroviario en España y con la voluntad de ser un organismo vivo.

#### Oficina La Caixa
En el centro de la rambla está ubicada la oficina número 0001 de "La Caixa" ahora Caixabank. Siendo así la primera oficina del país.

## Cultura

### Tradiciones y fiestas
- Enero: la Cabalgata de Reyes Magos de Igualada, con referencias a su inicio en 1895, es la más antigua de Cataluña y una de las más antiguas del mundo tras la de Alcoy. Se caracteriza por la espectacular desfilada de la comitiva, el día 5 de enero por la tarde, formada por las carrozas de los tres Reyes Magos, el paje Faruk[5] y más de 800 pajes, cuidadosamente vestidos, que usan escaleras de madera para subir a los balcones de los domicilios y reparten los regalos por toda la ciudad, entregándolos directamente a los niños y niñas.
- Enero: los Tres Tombs de Igualada son los "Tres Tombs" (tres vueltas) más antiguos de Cataluña que se realizan ininterrumpidamente desde 1822.[6] El elemento principal es el caballo como animal de arrastre, por lo que consiste en un incesante desfile de carros y carrozas que ejemplifican la importancia que tienen las celebraciones de San Antonio Abad en Cataluña. La transcendencia histórica de los arrieros de la comarca de Noya lo han convertido en una fiesta muy especial, declarada fiesta de interés turístico el año 1981.[7] Destaca la importancia del Antiguo Gremio de Traginers de Igualada y la diligencia Igualada-Barcelona.
- Marzo/abril: la Fiesta del Santo Cristo de Igualada se celebra el martes de Pascua. Conmemora el milagro que tuvo lugar el 20 de abril de 1590 cuando el Santo Cristo de Igualada sudó sangre. Están documentadas las declaraciones de varios testigos de esa época. Actualmente se realiza un oficio litúrgico con presencia del obispo de Vich y una tradicional procesión religiosa.
- Marzo/abril/mayo: el Festival Internacional de Órgano de Igualada es un festival musical que se celebra los meses de marzo, abril y mayo en la basílica de Santa María de Igualada.[8] Diversos organistas internacionales y locales permiten disfrutar de la sonoridad del órgano que desde 1758 preside la iglesia. El director artístico del festival es el igualadino Joan Paradell, organista titular de la Basílica de Santa María la Mayor de Roma.
- Abril: La Mostra – Fira de teatre infantil i juvenil es la feria catalana de referencia en teatro y artes escénicas para todos los públicos, y se celebra en Igualada cada mes de abril desde el 1990.[9] El objetivo de La Mostra es la difusión de las mejores producciones catalanas de teatro infantil y juvenil para proveer la programación de los municipios del territorio de habla catalana. La Mostra dedica también atención a una selección del mejor teatro infantil y juvenil del resto de España y otros ámbitos europeos. Desde 1995 está organizada por la fundación Xarxa. La edición de 2012 reunió más de 60 compañías, más de un centenar de representaciones y 26 000 espectadores entre público general y programadores.
- Mayo: Aerosport es una feria de aeronáutica deportiva y corporativa que se celebra anualmente desde 1993 en el Aeródromo de Igualada-Ódena. Es la única feria de España dedicada íntegramente a la aviación general y deportiva.[10]
- Julio: el European Balloon Festival es la concentración de globos aerostáticos más importante de España[11] y del sur de Europa,[12] y se celebra en Igualada cada año durante el mes de julio desde 1997.
- Agosto: la Fiesta Mayor de Igualada se celebra a finales de agosto en honor de San Bartolomé, patrón de la ciudad. Entre las numerosas actividades figuran teatro infantil y juvenil, visitas a edificios singulares de Igualada, presentación del Salero y el Saleret de la ciudad, homenaje a los Bartolomés de la ciudad, lectura del pregón de los pequeños y de los mayores, tronada, pasacalle del santo, desayuno con cuchillo y tenedor, correfocs, juegos de bolos catalanes, sardanas, exhibición castellera con los Moixiganguers de Igualada y collas invitadas, fiesta popular de las cinco plazas, habaneras y un piromusical final.
- Septiembre: la Feria de Septiembre de Igualada se celebra desde 1954 y está organizada por Feria de Igualada.[13] En su origen era una feria agrícola y ganadera de ámbito comarcal y posteriormente pasó a ser multi-sectorial. Entre las tradiciones que se mantienen hay la proclamación de la "Pubilla" de la Feria y sus damas de honor, el homenaje a la pareja de abuelos más longeva de la comarca, la ofrenda de frutos del campo y el pasacalle con las parejas de niños y niñas "hereus" y "pubilles".

### Medios de comunicación
- Ràdio Igualada
- Anoiadiari.cat
- La Veu de l'Anoia
- L'Enllaç dels Anoiencs
- Canal Taronja Anoia
- InfoAnoia.cat

## Administración y política

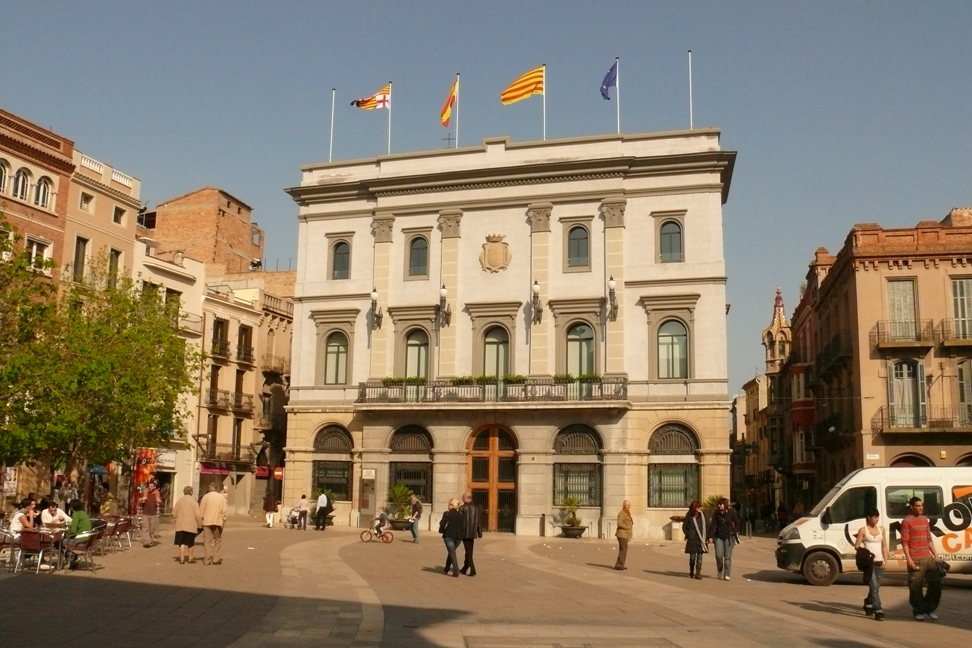
Ayuntamiento de Igualada

| Periodo   | Nombre                  | Partido | Partido                                    |
| --------- | ----------------------- | ------- | ------------------------------------------ |
| 1979-1991 | Manel Miserachs         |         | Convergència i Unió (CiU)                  |
| 1991-1992 | Ramon Tomàs             |         | Convergència i Unió (CiU)                  |
| 1992-1995 | Jordi Aymamí Roca       |         | Convergència i Unió (CiU)                  |
| 1995-1999 | Josep Maria Sussana     |         | Convergència i Unió (CiU)                  |
| 1999-2011 | Jordi Aymamí Roca       |         | Partit dels Socialistes de Catalunya (PSC) |
| 2011-2019 | Marc Castells i Berzosa |         | Convergència i Unió (CiU)                  |
| 2019-act. | Marc Castells i Berzosa |         | Junts per Catalunya (JxC)                  |

| Partido político                                         | 2023  | 2023  | 2023       | 2019  | 2019  | 2019       | 2015  | 2015  | 2015       | 2011  | 2011  | 2011       | 2007  | 2007  | 2007       |
| Partido político                                         | %     | Votos | Concejales | %     | Votos | Concejales | %     | Votos | Concejales | %     | Votos | Concejales | %     | Votos | Concejales |
| Junts per Catalunya (JxC)-Convergència i Unió (CiU)      | 40,21 | 6726  | 10         | 39,02 | 7503  | 9          | 45,62 | 7559  | 11         | 41,18 | 6561  | 10         | 25,37 | 3698  | 6          |
| Partit dels Socialistes de Catalunya (PSC)               | 21,98 | 3677  | 5          | 19,12 | 3677  | 4          | 11,93 | 1976  | 3          | 20,56 | 3276  | 5          | 43,14 | 6288  | 10         |
| Esquerra Republicana de Catalunya (ERC)                  | 14,35 | 2400  | 3          | 21,93 | 4217  | 5          | 15,02 | 2489  | 3          | 9,02  | 1437  | 2          | 15,70 | 2288  | 3          |
| Candidatura d'Unitat Popular (CUP)                       | 12,01 | 2009  | 3          | 10,26 | 1973  | 2          | 9,36  | 1551  | 2          | —     | —     | —          | —     | —     | —          |
| Partit Popular de Catalunya (PP)                         | 3,31  | 554   | 0          | 3,38  | 651   | 0          | 6,17  | 1023  | 1          | 7,79  | 1241  | 2          | 9,13  | 1331  | 2          |
| En Comú Podem (ECP)-Iniciativa per Catalunya Verds (ICV) | 1,84  | 308   | 0          | —     | —     | —          | 6,35  | 1052  | 1          | 6,39  | 1018  | 1          | —     | —     | —          |
| Ciutadans (CS)                                           | —     | —     | —          | 5,62  | 1082  | 1          | —     | —     | —          | —     | —     | —          | —     | —     | —          |
| Plataforma per Catalunya (PxC)                           | —     | —     | —          | —     | —     | —          | 3,42  | 567   | 0          | 5,80  | 924   | 1          | —     | —     | —          |

## Ciudades hermanadas
- Lecco (Italia)
- Guimaraes (Portugal)
- Aksakovo (Bulgaria)